# Parafia św. Bartłomieja w Kurkocinie
Parafia Świętego Bartłomieja w Kurkocinie – parafia rzymskokatolicka, znajdująca się w diecezji toruńskiej, w dekanacie Golub.

## Zasięg parafii
Do parafii należą wierni z Kurkocina. 